# Richard Jackson
Richard Harrison Jackson (Tuscumbia, 10 maggio 1866 – San Diego, 2 ottobre 1971) è stato un ammiraglio statunitense della United States Navy.
Laureato all'Accademia navale di Annapolis, fu insignito della Navy Cross dal Congresso degli Stati Uniti per l'eroismo dimostrato durante il ciclone di Apia, in Samoa, nel 1889. Servì inoltre come comandante nelle Fleet Battles nel 1926.

## Biografia
Nacque in una piantagione vicino a Tuscumbia, in Alabama, da George Moore Jackson e Sarah Cabell Perkins, di cui era il settimo figlio. Fu consigliato personalmente dal senatore Joseph Wheeler riguardo all'indirizzo didattico da scegliere: l'Accademia navale di Annapolis, in cui entrò il 4 giugno 1883. Si laureò nel 1887 e il suo primo incarico fu a bordo della nave da crociera Boston in qualità di ufficiale, dopodiché sulla nave militare Trenton. Proprio a bordo di quest'ultima, si ritrovò coinvolto nella crisi di Samoa e più precisamente nel ciclone che sconvolse Apia nel 1889.
Jackson ebbe un ruolo fondamentale nel superamento di questa disgrazia, guidando i marinai alla salvezza e salvando miracolosamente anche la nave.
I suoi sforzi saranno ricordati dal capitano della nave Norman von Heldreich Farquhar e dal segretario della United States Navy Benjamin Franklin Tracy. Fu così insignito dal Congresso dei più grandi riconoscimenti. Anche la sua nomina ad ammiraglio sarà influenzata dall'eroismo dimostrato.
Successivamente ritornò negli Stati Uniti e studiò medicina all'Università della Virginia, scoprendo di possedere grandi doti anche in questo campo e rivelandosi uno dei primi del corso.

## Carriera militare
Jackson servì come assistente ispettore al Midvale Steel Works, poi si imbarcò a bordo della torpediniera Cushing e del ricognitore Puritam . Sposò nel 1897 la figlia dell'ammiraglio William T. Sampson. Ebbe importanti incarichi a bordo della torpediniera Foope durante la guerra ispano-americana prima, poi a bordo della torpediniera Gwin. Trascorse poi tre anni a bordo del cacciatorpediniere Nashville. Scortò poi il transatlantico Atlanta in varie missioni. Ripeté il servizio anche con la Albany. Combatté nella rivoluzione cinese a bordo del cacciatorpediniere Helena.
Ebbe un ruolo determinante nelle tensioni di Panama e, non ultimo, combatté nella prima guerra mondiale riportando grandi successi.